# Mase
Mason Drell Betha (født 27. august 1977), bedre kendt under kunstnernavnet Mase (staves som Ma$e), tidligere kendt som Murda Ma$e, er en amerikansk rapper, sangskriver, tv-personlighed og inspirerende taler. Han var kunstner på Sean "Diddy" Combs's hiphop pladeselskab Bad Boy Records i slutningen af 1990'erne. Mase blev født i Harlem, New York ifølge hans selvbiografi, There's a life after the Lime. Han blev introduceret som Bad Boy Entertainment's næste store kunstner løbet af sommeren i 1996, da han blev præsenteret på et remix til 112's debutsingle, "Only You", der toppede som nummer 1 på Billboard's Hot Dance Singles Sales-listen såvel som Hot R & B/Hip-Hop Airplay-listen. 
Med sit kendetegn af et langsomt flow, udviklet Mase hurtigt en crossover fanskare, da han blev præsenteret på originale numre, samt remixes af populære R&B kunstnere som Brian McKnight, Mariah Carey, Keith Sweat, og Brandy, blandt andre. Puff Daddy (Diddy) var med Mase på "Mo 'Money, Mo' Problemes" fra The Notorious B.I.G's dobbelt-LP Life After Death, albummets største hit.
Han begyndte rappe i gruppen Children Of The Corn, hvor selv Cam'ron og Big L og andre var medlemmer, men det var ikke før de alle gik solo, at de begyndte at komme ud med deres musik. Mase skiftede navn til Murda Mase, sammen med Children Of The Corn men ændrede stil til en festglad dreng med sit første officielle album Harlem World udgivet på Bad Boy Records, som var en stor succes. Mase fortalte om albummet til MTV: "Well, basically what I'm trying to establish is a strong identity and foundation for Mase so a lot of people could know that Mase is his own person and Mase can do other things besides rap and music and things in that nature." Entertainment Weekly sagde om albummet: "...creatively refreshing, well-crafted lyrics... rap's newest bad boy more than holds his own on his solo debut... his distinctive marble-mouthed drawl... creates a regular-guy persona all too rare in hip-hop."
Albummet indeholdt hits som "Feel So Good" og "Lookin' At Me", som både blev nummer et på Rap Billboard-listen, samt "What You Want", der toppede som nummer 3 på både Rap og R&B Billboard-listen.
og to år efter udgav han albummet Double Up, som ikke blev det.
Et par måneder senere, stoppede han med at rappe og skabte ramaskrig, da han i stedet blev en præst.
Men i 2004 vendte han tilbage med albummet Welcome Back, hvor han tilbød en mere afslappet musik helt uden vold og bandeord.
I 2008 var det planen, at Mase ville frigive sit første album på G-Unit Records, men efter at være blevet arresteret, lader det til, at han er gået under jorden.

## Diskografi

### Album
- 1997: Harlem World
- 1999: Double Up
- 2004: Welcome Back

### Singler
- 1997: Feel So Good
- 1997: Lookin' at Me
- 1997: Tell Me What You Want (feat. Total)
- 1997: Mo' Money Mo' Problems (The Notorious B.I.G. feat. Puff Daddy & Mase)
- 1997: Can't Nobody Hold Me Down (Puff Daddy feat. Mase)
- 1997: Been Around the World (Puff Daddy & The Family feat. The Notorious B.I.G. & Mase)
- 1998: Sittin on top of the World (Brandy feat. Mase)
- 1998: Horse & Carriage
- 1999: All I ever wanted
- 1999: Get Ready
- 2004: Welcome Back
- 2004: Breathe, Stretch, Shake
- 2006: Can't Get Enough